# Wapiennik (Lipie)
Pour les articles homonymes, voir Wapiennik.
Wapiennik est une localité polonaise de la gmina de Lipie, située dans le powiat de Kłobuck en voïvodie de Silésie.